# كارولين شابمان
كارولين شابمان (بالإنجليزية: Caroline Chapman)‏ هي ممثلة أمريكية، ولدت في 1818، وتوفيت في 8 مايو 1876.